# Matilde Ibáñez Tálice
Matilde Ibáñez Tálice (Buenos Aires, Argentina, 3 de marzo de 1907-Montevideo, 4 de septiembre de 2002) fue una periodista uruguaya y esposa de Luis Batlle Berres, presidente de Uruguay entre los años 1947 y 1951. Asimismo fue la madre de Jorge Batlle, también presidente de Uruguay entre los años 2000 y 2005.

## Biografía
Nació en Argentina el 3 de marzo de 1907 siendo hija  del matrimonio conformado por León Ibáñez Saavedra, un marino argentino descendiente de Cornelio Saavedra, quien fuese integrante de la Primera Junta de Gobierno, y de Elvira Tálice Parodi, de nacionalidad uruguaya.
En 1927 contrajo matrimonio con Luis Batlle Berres, quien fuera vicepresidente y presidente de la República Oriental del Uruguay. El matrimonio tuvo tres hijos, Jorge Luis (1927-2016), presidente de Uruguay entre 2000 y 2005; Luis César (1930-2016) pianista e intérprete de música clásica; y Matilde Linda, nacida en Argentina en 1932.
En 1947, ya como primera dama de la República creó y presidió la Fundación Pro Salud y Bienestar del Niño. Posteriormente impulsó la creación del Pabellón Filtro para atender la poliomielitis y el Pabellón de niños enfermos mentales en la Colonia Etchepare.[cita requerida]
En su rol de primera dama tuvo una profunda inclinación hacia la niñez y el cuidado de su salud.
También se desempeñó como periodista en Radio Ariel, abandonando la actividad pública tras la muerte de su esposo en 1964.
El 17 de agosto de 1999, recibió del Ejército Nacional la medalla "18 de mayo de 1811″ como reconocimiento a sus servicios a las Fuerzas Armadas,  ya que, entre otras cosas, fue madrina del Liceo Militar General Artigas.
Murió el 4 de septiembre de 2002.